# Missions japonaises dans la Chine des Ming
Les missions japonaises dans la Chine des Ming sont des missions japonaises effectuées en Chine du XVe au XVIIe siècle. La nature de ces contacts bilatéraux évolue progressivement de la reconnaissance politique et cérémonielle vers des échanges culturels. Le développement des liens diplomatiques accompagne les liens commerciaux croissants qui se développent au fil du temps,.
Pas moins de vingt missions commerciales se sont rendues du Japon en Chine entre 1401 et 1547. À la tête de chacune de ces missions se trouve un moine bouddhiste zen de l'un des cinq grands temps zen de Kyoto (京都五山, Kyoto gozan) comprenant Nanzen-ji, Tenryū-ji, Shokoku-ji, Kennin-ji, Tofuku-ji et Manju-ji.

## Commerce de troc sous certificat
Le bénéfice économique du système d'hommage sinocentrique est un commerce profitable. Ce type de commerce (勘合貿易, kangō bōeki en japonais et kanhe maoyi en chinois) conçu et opéré par les Chinois, consiste en un échange de produits japonais avec des biens chinois. Le « décompte » chinois est un certificat délivré par les Ming. Les cent premiers certificats arrivent au Japon en 1404. Seuls ceux qui possèdent cette preuve formelle de la permission impériale présentée par le document sont officiellement autorisés à voyager et à faire l'objet de commerce hors les limites de la Chine; et seules les missions diplomatiques à même de présenter d'authentiques certificats sont reçues comme ambassades légitimes.
Avec le temps, les conditions de ce commerce mutuellement bénéficiaire débordent de leurs périmètre initial.

## Liste des missions
| Années    | Shoguns Ashikaga | Envoyés                                         | Empereur chinois | Commentaires |
| --------- | ---------------- | ----------------------------------------------- | ---------------- | --- |
| 1401–1402 | Yoshimochi.      | Soa (祖阿)                                      | Yongle           | La lettre diplomatique officielle transmise à l'Empereur de Chine est accompagnée d'un don de 1000 onces d'or et divers objets. La mission rentre avec Tianlun Daoyi (天倫道彝) et Yian Yiru (一庵一如), les ambassadeurs Ming                           |
| 1403–1404 | Yoshimochi       | Kenchū Keimitsu (en) (堅中圭密)                 | Yongle           | Keimitsu est premier abbé du monastère de Tenryū-ji. La mission rentre avec les ambassadeurs Ming Zhao Juren (趙居任) et Zhang Heng (張洪 a/ka/a Zhang Hong), également accompagnée du moine Daocheng (道成); elle transporte des « certificats » Yongle |
| 1404–1405 | Yoshimochi       | Myōshitsu Bonryō (明室梵亮)                     | Yongle           | Premier navire de certificats, rentre avec Yu Shiji (en) (俞士吉), l'ambassadeur Ming |
| 1405–1406 | Yoshimochi       | Minamoto no Michikata (源通賢)                  | Yongle           | Sur l'ordre de l'empereur Ming, la mission livre des pirates chinois capturés et rentre avec Pan Ci (潘賜) et Wang Jin (en) (王進), les ambassadeurs Ming                                                                                                |
| 1406–1407 | Yoshimochi       | Kenchū Keimitsu (堅中圭密)                      | Yongle           | Mission d'hommage aux Ming; elle rentre avec l'ambassadeur Ming |
| 1407      | Yoshimochi       | Kenchū Keimitsu (堅中圭密)                      | Yongle           | Keimitsu, accompagné de 73 participants, rend hommage et livre des pirates capturés |
| 1408–1409 | Yoshimochi       | Kenchū Keimitsu (堅中圭密)                      | Yongle           | Importante mission composée de 300 participants, Keimitsu rend hommage, offre les pirates capturés et rentre avec Zhou Quanyu (周全渝), l'ambassadeur Ming                                                                                               |
| 1410–1411 | Yoshimochi       | Kenchū Keimitsu (堅中圭密)                      | Yongle           | Informe de l'installation du shogun Yoshimochi; rentre avec Wang Jin, l'ambassadeur Ming |
| 1433–1434 | Yoshinori        | Ryūshitsu Dōen (龍室道淵)                       | Xuande           | Ambassade de 220 personnes; elle rentre avec les certificats Xuande, accompagnée de Pan Ci et Lei Chun (雷春), les ambassadeurs Ming |
| 1435–1436 | Yoshinori        | Jochū Chūsei (恕中中誓)                         | Zhengtong        | Rentre avec le reste des certificats Yongle |
| 1453–1454 | Yoshimasa        | Tōyō Inpō (東洋允澎)                            | Jingtai          | Ambassade de 1 200 personnes dont 350 atteignent la capitale; la mission rentre avec les certificats Jingtai |
| 1468–1469 | Yoshimasa        | Tenyo Seikei (天與清啓)                         | Chenghua         | Restitue aux Ming les restes des certificats Jingtai et rentre avec les certificats Chenghua |
| 1477–1478 | Yoshihisa        | Jikuhō Myōbō (竺芳妙茂)                         | Chenghua         | Ambassade de 300 participants |
| 1484–1485 | Yoshihisa        | Ryōhaku Shūi (了璞周瑋)                         | Chenghua         | |
| 1495–1496 | Yoshizumi        | Gyōbu Jumei (堯夫壽蓂)                          | Hongzhi          | Rentre avec les certificats Hongzhi |
| 1509      | Yoshitane        | Song Suqing (宋素卿)                            | Zhengde          | Mission Hosokawa |
| 1511–1513 | Yoshitane        | Ryōan Keigo (en) (了庵桂悟)                     | Zhengde          | Ambassade de 600 personne; elle rentre avec des certificats Zhengde et rend des certificats restants des époques Jingtai et Chenghua |
| 1523      | Yoshiharu        | Sōsetsu Kendō (宗設謙道) Rankō Zuisa (鸞岡瑞佐) | Jiajing          | Ōuchi had over 100 in party; Hosokawa en a plus de 100; chaque domaine envoie son ambassadeur en chef; les parties 'affrontent à Ningbo |
| 1539–1541 | Yoshiharu        | Koshin Sekitei (湖心碩鼎)                       | Jiajing          | Mission de 456 participants; Mission du seul Ōuchi |
| 1547–1549 | Yoshiteru        | Sakugen Shūryō (en) (策彥周良)                  | Jiajing          | Party de 637 personnes; |

## Source de la traduction
- (en) Cet article est partiellement ou en totalité issu de l’article de Wikipédia en anglais intitulé « Japanese missions to Ming China » (voir la liste des auteurs).